# Người Malaysia gốc Ấn Độ
Người Malaysia gốc Ấn Độ hay người Ấn Độ Malaysia (tiếng Tamil: மலேசிய இந்தியர்க, phiên âm: Malēciya intiyarka; tiếng Malaysia: Orang India Malaysia) bao gồm những người Ấn Độ di cư từ tiểu lục địa Ấn Độ đến Malaysia từ tiểu lục địa Ấn Độ, và con cháu của họ.
Vào năm 2015 có khoảng 2 triệu người tự xác định là "người Ấn Độ" có quốc tịch Malaysia, bao gồm những người sinh ra ở Malaysia và người gốc Ấn Độ, với phần lớn là người Tamil Dravida .
Hầu hết người Malaysia gốc Ấn là hậu duệ từ những người di cư từ Ấn Độ trong thời Malaya thuộc địa của Anh. Có khả năng làn sóng di cư đầu tiên từ tiểu vùng Nam Á đến Đông Nam Á xảy ra khi cuộc xâm lăng của Asoka đối với cuộc viễn chinh của Kalinga và Samudragupta về phía Nam .
Ngày nay người gốc Ấn là nhóm lớn thứ ba ở Malaysia sau người Malay và người Malaysia gốc Hoa.